# 冬春 (歌曲)
《冬春 (Winter Spring)》是异世界女团的第二张单曲专辑，于2022年3月11日发行。

## 成绩
《冬春 (Winter Spring)》成功获得MelonTOP100最高顺位36位，Circle Chart单日下载顺位1位，并且首次在韩国主流音乐节目《Show! 音樂中心》以第二周14位的成绩登榜。音乐视频在韩国YouTube“时下流行”排行中获得最高顺位三位。

## 曲目
| 曲序 | 曲目                         |        | 作曲             | 编曲             | 时长 |
| ---- | ---------------------------- | ------ | ---------------- | ---------------- | ---- |
| 1.   | 冬春 (Winter Spring)         | 呜哇哥 | Moon Kim，서지은 | Moon Kim，서지은 | 4:03 |
| 2.   | 冬春 (Winter Spring) (Inst.) |        | Moon Kim，서지은 | Moon Kim，서지은 | 4:03 |

## 创作团队
音乐视频：Tranquillo Twitter

绘图：Mingdosa Twitter

制作人：呜哇哥

作曲：Moon Kim, 서지은

编曲：Moon Kim, 서지은

歌词：呜哇哥

声乐指导：Moon Kim

演唱：异世界女团

伴唱：异世界女团

钢琴：서지은

弦乐器：서지은

打击乐器：서지은

混音：서지은, Moon Kim

母带处理：권남우 @821Sound Mastering

## 其他
- 2022年3月10日，为了纪念《冬春 (Winter Spring)》发行，异世界女团特别准备了showcase记者会。此次记者会于公开前一日在虚拟现实平台VRChat上的特制会场上举行。记者会视频 （页面存档备份，存于）